# Hedenäset
Hedenäset è una località (tätort in svedese) del comune di Övertorneå (contea di Norrbotten, Svezia).
Nel 2005 la popolazione era di 285 abitanti.